# Ejaculatie (vrouwen)

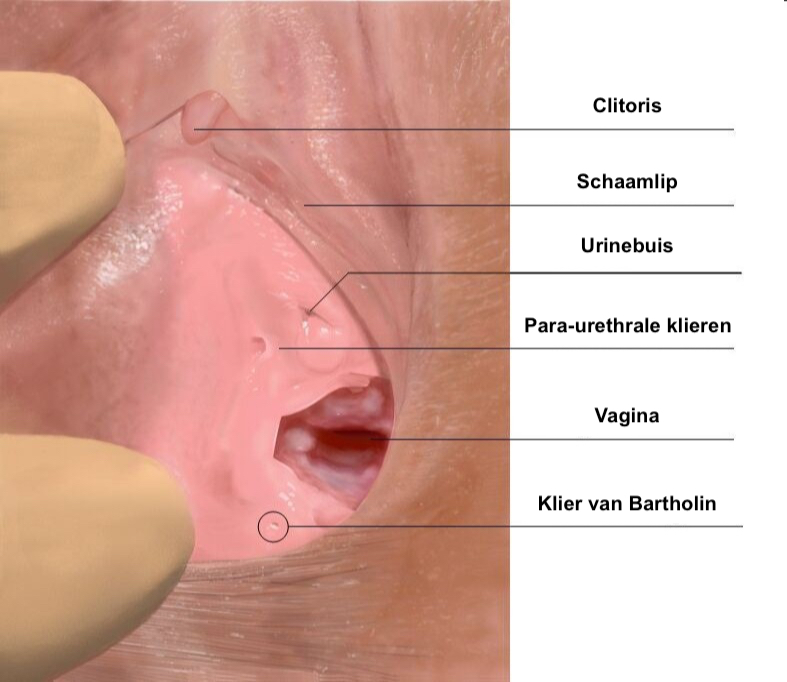
De para-urethrale klieren worden belangrijk geacht voor de vrouwelijke ejaculatie

Ejaculatie bij vrouwen of vrouwelijke ejaculatie is de benaming voor het vrijkomen van vocht uit de para-urethrale klieren (ook de 'klieren van Skene' genoemd) nabij de vagina tijdens een orgasme. De hoeveelheid ejaculatievocht omvat enkele milliliters en is over het algemeen wit en dikkig.
Vrouwelijke ejaculatie waarbij ejaculatievocht vrijkomt vermengd met waterige urine, staat bekend als squirten.